# Équipe du Ghana masculine de volley-ball
L'équipe du Ghana de volley-ball  est l'équipe nationale qui représente le Ghana dans les compétitions internationales de volley-ball.
La sélection est sixième du Championnat d'Afrique masculin de volley-ball 1991, sixième du Championnat d'Afrique masculin de volley-ball 1999 et neuvième du Championnat d'Afrique masculin de volley-ball 2017.
Les Ghanéens sont éliminés en poules des Jeux africains de 1999, des Jeux africains de 2003 et des Jeux africains de 2007. Ils sont médaillés de bronze aux Jeux africains de 2023.